# Miogost
Miogost (en serbe cyrillique : Миогост) est un village du centre du Monténégro, dans la municipalité de Danilovgrad.

## Démographie

### Évolution historique de la population
| 1948 | 1953 | 1961 | 1971 | 1981 | 1991 | 2003 |
| ---- | ---- | ---- | ---- | ---- | ---- | ---- |
| 215  | 232  | 197  | 116  | 60   | 27   | 20   |